# Andy Thomas
Andrew Sydney Withiel Thomas dr. (Adelaide, Ausztrália, 1951. december 18. –) amerikai mérnök, űrhajós. Az első ausztrál születésű űrhajós. Felesége Shannon Baker Walker űrhajósnő.

## Életpálya
1973-ban az University of Adelaide keretében doktorált. 1978-ban ugyanott megvédte doktorátusát. A NASA Jet Propulsion Laboratory (Pasadena, Kalifornia) tudós kutatója, 1990-től fő aerodinamikai tudós.
1992. március 31-től a Lyndon B. Johnson Űrközpontban részesült űrhajóskiképzésben. Kiképzésben részesült a Jurij Gagarin Űrhajóskiképző Központban is. 2001-2003 között az Űrhajózási Hivatal helyettes vezetője. Négy űrszolgálata alatt összesen 177 napot, 9 órát és 14 percet (4257 óra) töltött a világűrben. Űrhajós pályafutását 2010 decemberében fejezte be.

## Űrrepülések
- STS–77, az Endeavour űrrepülőgép 11. repülésének küldetésfelelőse. Pályára állítottak kettő műholdat valamint a Spartan-207/IAE (Inflatable Antenna Experiment) – felfújható, gömb alakú űreszközt. Tesztelve a felfújható űreszközök készítésének lehetőségét. A SpaceHab mikrogravitációs laboratóriumban kereskedelmi kutatást, kísérleteket és anyag előállítást (gyógyszernek nem minősülő) végeztek. A Coca-Cola megbízásából vizsgálták termékeinek fogyaszthatóságát. Első űrszolgálata alatt összesen 10 napot, 00 órát és 40 percet (241 óra) töltött a világűrben. 6 600 000 kilométert (4 100 000 mérföldet) repült, 161 kerülte meg a Földet.
- STS–89 az Endeavour űrrepülőgép 12. repülésének küldetésfelelőse/fedélzeti mérnök (Mir). A nyolcadik Shuttle–Mir dokkolással több mint 9000 kilogramm tudományos felszerelést, logisztikai hardvert és vizet is szállított. Hosszú távú űrszolgálatra a Mir fedélzetén maradt. Az STS–91 fedélzetén tért vissza kiinduló bázisára. Második űrszolgálata alatt összesen 140 napot, 15 órát és 13 percet (3375 óra) töltött a világűrben.
- STS–91, a Discovery űrrepülőgép 24. repülésének parancsnoka. A 9. és egyben utolsó Shuttle–Mir küldetés. harmadik űrszolgálata alatt összesen 9 napot, 19 órát és 54 percet (236 óra) töltött a világűrben. 6 100 000 kilométert (3 800 000 mérföldet) repült, 155 alkalommal kerülte meg a Földet.
- STS–102, a Discovery űrrepülőgép 29. repülésének küldetésfelelőse. Személyzet csere és ellátmány (10 tonna hasznos terhet) szállítás a Leonardo Multi-Purpose Logistics Module (MPLM) segítségével a Nemzetközi Űrállomásra. Negyedik űrszolgálata alatt összesen 12 napot, 19 órát és 12 percet (307 óra) töltött a világűrben. 8 500 000 kilométert (5 300 000 mérföldet) repült, 201 kerülte meg a Földet.
- STS–114, a Discovery űrrepülőgép 31. repülésének küldetésfelelőse. Ötödik űrszolgálata alatt összesen 13 napot, 21 órát és 22 percet (333 óra) töltött a világűrben. 9 300 000 kilométert (5 800 000 mérföldet) repült, 219 alkalommal kerülte meg a Földet.